# Termenul de recuperare a investiției
Termenul de recuperare a investiției exprimă perioada de timp în care se recuperează investiția din profit sau din venitul net obținut în urma realizării investiției.
Relația de calcul, în care profitul anual (venitul net) este constant este: 

{\displaystyle T_{i}={\frac {It_{i}}{Ph_{i}}}}
 sau {\displaystyle T_{i}={\frac {It_{i}}{VN_{i}}}} 

unde:

- {\displaystyle T_{i}} durata de recuperare a investiției din profit
- {\displaystyle It_{i}} investiția totală în versiunea i
- {\displaystyle Ph_{i}} profitul anual, egal în timp
- {\displaystyle VN_{i}} venitul net anual

În cazul în care profitul (venitul net) nu este egal în timp, se va folosi relația:

{\displaystyle It_{i}=\sum _{h=1}^{T}{Ph_{i}}}

sau 

{\displaystyle It_{i}=\sum _{h=1}^{T}{VN_{hi}}}

unde

- T reprezintă termenul de recuperare a investiției
- {\displaystyle {Ph_{i}}} profitul anului h, în varianta i
- {\displaystyle {VN_{hi}}} venitul net al anului h, în varianta i.